# Smittium ouselii
Smittium ouselii är en svampart som beskrevs av M.C. Williams & Lichtw. 1984. Smittium ouselii ingår i släktet Smittium och familjen Legeriomycetaceae.   Inga underarter finns listade i Catalogue of Life.